# 미즈노 슌페이
미즈노 슌페이(일본어: 水野 俊平, 1968년 1월 5일~)는 일본의 언어학자이다. 홋카이도 무로란시(室蘭市) 출신으로, 현재 삿포로시에 있는 '홋카이 상과대학'(北海商科大學)의 한국어 교수로 재직 중이며, 한국어와 한국 역사를 가르치고 있다.

## 약력
- 1990년에 나라현에 있는 덴리 대학(天理大學) 국제문화학부 한국・조선어 코스를 졸업하고, 한국의 전남대학교 국문학과에서 박사학위를 받았다.
- 이후 전남대에서 일본어과 강사로 재직중 방송을 통해 알려지며 여러 방송사에 고정 출연하던 중 몰래 일본 극우 매체에 일제 식민지 역사를 옹호하고 혐한 글을 기고하는 이중적인 행동을 하고 있던 사실이 밝혀져 도망가듯 일본으로 귀국했고 귀국한 뒤에도 꾸준히 혐한 활동을 이어가고 있다.
- 한국인이 가지는 일본인에 대한 편견 중 일본인은 겉과 속이 다르며 음침한 사람이 많다라는 고정관념을 고착화 시키는데 큰 역할을 한 인물이다.

## 활동
전라도 사투리에 능하고, 유학 중 한국여성과 결혼했으며, 대한민국의 신문과 TV에 자주 출연하여 친한파 인사로 대중적 인지도를 높여나갔다. 또한 2000년부터 2년간 방송출연으로 받았던 출연료 1,180만 원을 전남대에 기부하기도 했다. 그러나 노히라 슌스이(野平俊水)라는 필명으로 일본잡지 ‘사피오(SAPIO)’ ,‘쇼쿤(諸君)’ ,‘겐다이코리아(現代コリァ)’ 등에 한국인들의 대일인식 및 일본인에 대한 편견, 역사유적을 비판하는 글을 기고하고, 이를 묶은 서적을 발간하기도 했다. 이런 사실이 한국에 알려져 한국여론, 특히 네티즌들의 공격을 받았다. 2005년 2월 강사로 재직중이던 전남대학교에서 계약이 종료되자, 가톨릭대학 성심교정에서 일어작문을 가르치기도 했으나 2006년 일본에 귀국하여 고향에 있는 홋카이 상과대학에서 교수로 부임해 한국어와 한국사를 가르치고 있다.
미즈노 교수는 일본에 고질적인 이지메 문제와 엽기적인 사건 일본여성들의 인권이 낮은 성폭력의 사회문제는 생각하지 않고 한국사회를 극단적인 사회인냥 보는 시각이 있다 고 최진실 자살사건과 인터넷 악플, 미네르바 열풍, 미녀를 선호하는 사회풍조 등 한국사회의 최근 이슈에 대한 분석 및 강연을 하고 있었기 때문이다 또한 2008년 5월 홋카이도 방송(HBC)의 대담프로그램에 출연해 양국의 정치와 외교 노력과는 별도로 경제나 민간 교류에서는 정치적 문제를 논의하는 것을 접어두고 최근 양국간 특히 우려되는 문제인 인터넷상에서 한국과 일본 네티즌들이 민족주의적 감정을 갖고 서로 충돌하는 현상을 양국 개개인이 어떻게 제어하느냐가 한일 양국의 우호관계를 쌓아올리는 중요한 관건이라고 주장했다. 그리고 일본내에서는 한일관계와 한국역사를 배울 기회가 적기 때문에 일본의 젊은 세대가 한국을 제대로 이해하기 어렵다고 보고 일본의 젊은 세대에게 역사적인 배경까지 포함해 한국에 대해 제대로 전할 필요가 있다고 주장했다. 또한 2015년 6월 홋카이도신문의 취재에서는 "반일의 원인을 일본이 제공한 것은 틀림없으며 일본인의 다수가 '전쟁은 해서는 안 된다'고 말하면서도 '식민지배는 해서는 안 된다'고 말하는 사람은 적다"고 지적하고 젊은 세대를 대상으로 한국을 알리는 기회를 제공하고 싶다"고 말했다. 익명 활동으로 혐한 짓을 했다가 호되게 당해서인지 일본에 돌아간 이후로는 노골적인 혐한 활동은 하지 않고 있으며, 위에서 보듯 한국을 재방문했을 때는 우호적인 언플도 간간히 하는 것 같다. 하지만 미즈노의 전공은 한국학이고, 한국에 혐한이나 반한 인사로 찍히는 것은 한국학 전공자로서는 치명적이기 때문에 미즈노가 한국인을 대상으로 립서비스를 한다고 해서 이상할 건 아니다.
대체로 어느 나라이든지 한국학 교수들은 한국에 우호적인 편이며 한국을 높이 평가한다. 이건 당연한 게, 한국에 관심이나 애정이 없으면 굳이 전공할 이유가 없다. 만일 한국학 전공 교수가 완전히 한국과 척을 지게 되면 당장 밥줄이 끊어지는 건 둘째치고 한국 정부 주관의 학회 참석같은 것도 어려워지기 때문에 어쨌든 한국과 사이가 좋을 필요가 있다. 그러니 미즈노가 한국 관계자들 앞에서 한국 칭찬 몇마디 했다고 그의 성향이 바뀌었다고 보기는 어렵다.
그리고 미즈노는 한국에서 활동할 때부터 일관되게 한국을 저평가했다는 사실은 주지할 필요가 있다. 즉, 미즈노가 마녀사냥 당했다고 옹호하는 사람들조차도 확실히 인정하는 것은 미즈노는 처음부터 일관되게 친한이 아니었다는 점이다. 미즈노가 출연한 TV프로나 언론 기고문을 봐도 한국에 대한 친근감이나 익숙함을 표시한 적은 있지만, 한국이나 한국인 자체를 높이 평가한 적은 전혀 없다. 이는 미즈노와 비슷한 성향의 구로다 가쓰히로에도 보이는 성향으로 우익적인 일본인들의 일반적인 한국관이라고 봐도 무리가 없다.
2013년에 한국생활에 대해 발표한 글을 보면 그의 성향을 바로 알 수 있다. 해당 글에 의하면 미즈노 스스로는 자신이 아무 잘못이 없으며 그저 한국 정권교체의 희생양으로만 여기는 듯하다. 자신이 쓴 극우 의혹 글들에 대한 해명은 하나도 없고 '왜 몇 년이나 지난 후에 이게 터졌나' 란 반응만 서술하고 있다. 결국 자신의 잘못에 대한 반성은 없단 얘기. 
일본에 돌아간 이후에는 노골적인 혐한 성향의 글을 쓰지는 않고 있으나, 위 링크의 산케이 기고문을 보면 노골적인 표현만 없을 뿐이지 한국에 대한 혐오감이 알게 모르게 담겨 있는 것을 알 수 있다. 즉, 한국에 대한 근거 없는 우월감을 가진 일본 우익이나 혐한의 사고를 뼛속까지 가지고 있다는 것. 이 글을 보면 마치 자신은 해명할 기회조차 없었고 모든 한국 언론들이 자신을 공격했다고 서술하고 있는데, 혐한들의 대표적인 논조 중 하나가 모든 대한민국의 언론들은 좌우를 떠나 그저 정부의 철저한 어용 언론들이며 오직 정부의 명령에 따라 반일 교육만을 일삼으며 많은 국제뉴스들이 정부의 입맛에 따라 필터링되어 미개한 춍들을 세뇌시킨다고 여긴다.
즉 혐한들은 대한민국의 모든 언론들이 언론의 자유나 자정능력 따윈 갖추고 있지 않으며 중국, 북한의 폐쇄적인 기관지들과 똑같은 저질이라고 여긴다. 미즈노 역시 정권이 바뀐 후 모든 한국 언론들이 바뀐 한국 정부의 지침에 따라 일괄적으로 자신을 이지메한 것처럼 서술하고 있는데 당연히 사실이 아니다. 당장 이 페이지를 봐도 당시 그를 우호적으로 서술한 YTN스타의 뉴스 등이 있었고, 불순한 의도가 있긴 했지만 어쨌든 그의 해명을 들으러 직접 찾아가기까지 한 XTM 등도 있었다. 해명할 수 있는 기회는 분명히 있었다. 혐한들의 망상과는 달리 한국 또한 일본과 마찬가지로 정부가 잘못하면 기자들이 단체로 하이에나처럼 몰려들어 때리는 것은 한국 언론도 똑같다.
그의 혐한 활동이 드러난 후 우파 언론들이 그를 때릴 때 많은 좌파 언론들이나 일본 관련 단체들이 침묵하거나 오히려 동조한 것은 결코 이들이 정부의 앞잡이여서가 아니라 애초에 정권의 성향이 바뀌었다고 하더라도 그가 정권에 위협적인 정치인이나 북한 고위군인 같은 존재도 아닌데, 고작 바뀐 성향 하나 때문에 국민들의 사랑을 받고 유명세 있던 친근한 일본인 예능인을 공격할 수는 없고 굳이 위험을 자초해 공격할 필요도 없다. 하물며 한국같은 민주주의 국가에서는 더해서 정부가 함부로 애먼 사람 하나 잡으려고 들다간 제대로 역풍을 맞아 두들겨 맞는다.
그럼에도 불구하고 미즈노 슌페이는 자신이 마치 아무 잘못이 없음에도 남한이 북한처럼 모든 언론을 동원해 자신을 따돌림하는 바람에 해명조차 못한 채 모든 것을 버리고 나온 가련한 희생양인 것마냥 스스로를 인식하고 있다.

## 저서
- 《일본인이 쓴 반일이야기》, 오늘예감, 1997년 노히라 슌스이(野平俊水)필명
- 《속 터지는 일본인》, 역락, 2000년
- 《다테마에를 넘어 일본인 속으로》,좋은책만들기, 2000년
- 《한국인의 일본위사》, 小學館 文庫, 2002년 , 노히라 슌스이(野平俊水)필명
- 《한국인을 바보로 만드는 엉터리 책 비판》, 아이디오, 2003년
- 《한국의 젊은이를 알고 싶다 (韓国の若者を知りたい)》, 岩波書店, 2003년
- 《서울에서 배우자 (ソウルで学ぼう)》, 岩波書店, 2006년
- 《한 vs 일「위사 월드」(韓vs日「偽史ワールド」)》, 小学館, 2007년

## 출연 광고
- 2000년 해태제과 고향만두
- 2001년 청호나이스 빌텍 김치냉장고

## 같이 보기
- 구로다 가쓰히로
- 후루야 마사유키
- 모모세 다다시
- 호사카 유지
- 박노자